# Файн (Нью-Йорк)
Файн (англ. Fine) — місто (англ. town) в США, в окрузі Сент-Лоуренс штату Нью-Йорк. Населення — 1304 особи (2020).

## Демографія
Згідно з переписом 2010 року, у місті мешкало 1512 осіб у 616 домогосподарствах у складі 414 родин. Було 1205 помешкань
Расовий склад населення:
| - 96,6 % — білих - 1,0 % — азіатів - 0,9 % — корінних американців - 0,4 % — чорних або афроамериканців |

До двох чи більше рас належало 1,1 %. Частка іспаномовних становила 1,2 % від усіх жителів.
За віковим діапазоном населення розподілялося таким чином: 19,0 % — особи молодші 18 років, 62,2 % — особи у віці 18—64 років, 18,8 % — особи у віці 65 років та старші. Медіана віку мешканця становила 46,0 року. На 100 осіб жіночої статі у місті припадало 108,6 чоловіків;  на 100 жінок у віці від 18 років та старших — 112,3 чоловіків також старших 18 років.
Середній дохід на одне домашнє господарство  становив 57 567 доларів США (медіана — 45 795), а середній дохід на одну сім'ю — 64 531 долар (медіана — 50 833). Медіана доходів становила 50 179 доларів для чоловіків та 33 542 долари для жінок. За межею бідності перебувало 16,6 % осіб, у тому числі 30,2 % дітей у віці до 18 років та 11,8 % осіб у віці 65 років та старших.
Цивільне працевлаштоване населення становило 540 осіб. Основні галузі зайнятості: освіта, охорона здоров'я та соціальна допомога — 35,2 %, мистецтво, розваги та відпочинок — 12,4 %, роздрібна торгівля — 11,9 %, будівництво — 11,5 %.